# کانن اف‌پی
کانن اف‌پی (به انگلیسی: Canon FP) یک دوربین عکاسی فیلم ۱۳۵ تک‌لنزی بازتابی ساخت شرکت کانن است.